# Andy West
Andy West (Newport, 6 febbraio 1953) è un bassista statunitense, noto come fondatore del gruppo fusion Dixie Dregs insieme a Steve Morse.

## Caratteristiche tecniche
Il suo modo frequente di suonare il basso è con un plettro per chitarra, anche se si è esibito in fingerstyle in diverse occasioni. Dal 1985, West ha intrapreso contemporaneamente una carriera come ingegnere informatico continuando a pubblicare album sporadicamente. Attualmente lavora come vicepresidente per Analytics e Adaptive Learning presso Pearson Education.

## Discografia

### Con i Dixie Dregs
- Free Fall (1977)
- What If (1978)
- Night of the Living Dregs (1979)
- Dregs of the Earth (1980)
- Unsung Heroes (1981)
- Industry Standard (1982)

### Solista
- 2002 - Rama 1
- 2019 - Five Time Surprise

### Collaborazioni
- 1984 - Timmy - The Atlanta Project (4 Song EP)
- 1985 - Vinnie Moore - Minds Eye
- 1986 - Crazy Backwards Alphabet - SST Records
- 1986 - Henry Kaiser - Those who know History are Doomed to Repeat it
- 1994 - John French - Waiting on the Flame
- 1987 - Joaquin Lievano - One Mind